# Décès en 874
Décès
- 870
- 871
- 872
- 873
- 874
- 875
- 876
- 877
- 878

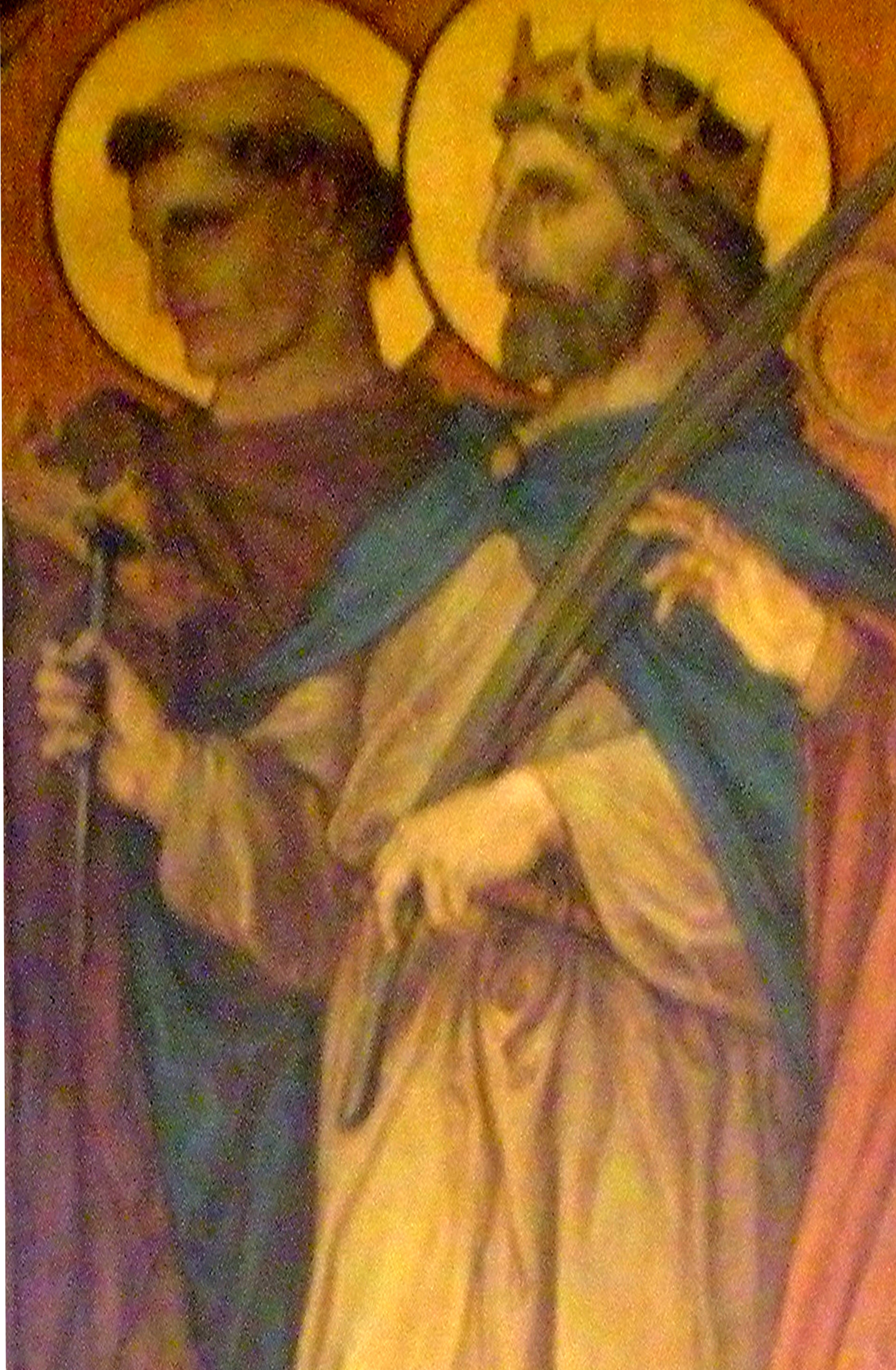
Salomon mort en 874.

Cette page dresse une liste de personnalités mortes au cours de l'année 874 :
- 1er janvier : Hasan al-Askari, onzième Imam pour les Chiites duodécimains et les Alaouites.
- 27 mai : Achot Ier Arçrouni, prince de Vaspourakan.
- 25 juin : Salomon, roi de Bretagne, est assassiné par son gendre, Pascweten, et Gurwant, gendre d'Erispoë.
- 13 juillet : Unroch III de Frioul, marquis de Frioul.
- 30 juillet : Adalbert Ier de Salzbourg,  archevêque de Salzbourg pour quelques mois et abbé du monastère de Saint-Pierre.
- 15 août : Altfrid, ou Altfrid de Hildesheim, moine bénédictin, puis évêque de Hildesheim, il fonde l'abbaye d'Essen et est également un proche conseiller de Louis le Germanique.
- 26 décembre : Ermenric d'Ellwangen, évêque de Passau.

- Ásbjǫrn skerjablesi, roi des Hébrides.
- Yahya ben Yahya, sultan idrisside.

## Crédit d'auteurs
- Cet article est partiellement ou en totalité issu de l'article intitulé « 874 » (voir la liste des auteurs).